# Centrilla sagraeana
Centrilla sagraeana là một loài thực vật có hoa trong họ Ô rô. Loài này được (Rich.) Lindau mô tả khoa học đầu tiên năm 1900.